# Quinchamalium litorale
Quinchamalium litorale är en tvåhjärtbladig växtart som beskrevs av Rodolfo Amando Philippi. Quinchamalium litorale ingår i släktet Quinchamalium och familjen Schoepfiaceae. Inga underarter finns listade i Catalogue of Life.